# Michal Josef Fessl
Prof. ThDr. Michal Josef Fessl (29. září 1788 Praha – 6. února 1863 Vídeň) byl katolický kněz, profesor církevních dějin a kanonického práva v Praze, rektor kněžského semináře, stoupenec učení Bernarda Bolzana, odpůrce absolutismu a centralismu.

## Začátky
Vystudoval Univerzitu Karlovu, kde získal erudici v teologii, historii a církevním právu. Na kněze byl vysvěcen v roce 1811. V roce 1813 byl jmenován suplentem a v roce 1816 profesorem církevních dějin a kanonického práva na biskupském ústavu v Litoměřicích. Ve 27 letech se stal spirituálem litoměřických seminárních alumnů a přísedícím (asesor) litoměřické biskupské konzistoře. Litoměřický biskup Josef Hurdálek si ho vybral do svého sboru poradců. Fessl se seznámil s Bernardem Bolzanem a záhy se stal jeho přesvědčeným stoupencem.

## Bolzanovo učení
I když přímé působení Bernarda Bolzana (1871–1848) trvalo relativně krátce, tento filozof, teolog a matematik měl mimořádně veliký vliv na soudobou inteligenci, včetně kléru. Jeho „Poučné proslovy“ (Erbauungsreden) a „Učebnice náboženské vědy“ (Religionswissenschaft) se snažily dosáhnout smíření mezi římskokatolickou církví a Leibnizovou „rozumovou filozofií“ a v kontrastu s tomistickou scholastikou se snažily současné „praktické křesťanství" nahradit humanitní láskou k bližním. Tyto stručně formulované cíle hlásal Bolzano ve svých proslulých exhortách (tj. veřejných přednáškách), které mimo jeho studentů navštěvovali ve velkém počtu a s horlivým nadšením čeští i němečtí vzdělanci.

## Tajný spolek
Fessl, stojící v čele litoměřického semináře, byl pracovitý a velmi energický. Jeho radikální názory občas budily nesouhlas dokonce i u jeho učitele Bernarda Bolzana. Biskup Josef Hurdálek bohužel podcenil Fesslův radikalismus, který zvláště v době absolutismu a centralismu musel u světských i církevních vedoucích kruhů vzbudit odpor.
V Litoměřicích v letech 1813 až 1820 působil jeden z nejvýznamnějších „kruhů bolzanistů“ v čele s mladým Fesslem a dalšími českými i německými významnými osobnostmi, především duchovními. Z Čechů je nutno na prvním místě uvést biskupa Josefa Hurdálka, jemuž pomáhal sekretář František Schneider, kanovníci kapituly Jan Tachezzi, Václav Kára a Vincenc Zahradník, který nahradil odcházejícího Františka Schneidera.
Fessl se pokusil čelit centralistickému absolutismu a založil přímo v semináři polotajný „Křesťanský spolek“ (Christenbund), který usiloval o dosažení „osobního dokonalého vědeckého poznání“. Ještě před bolzanisty v Litoměřicích aktivně působil český kruh v čele s Josefem Jungmannem, jenž zde jako první učil češtinu jak na gymnáziu, tak v semináři. Tento zakladatel moderní české jazykovědy pracoval v Litoměřicích do roku 1815, pak odešel do Prahy.
Vztah jugmannovců a bolzanistů se zcela logicky nesl ve znamení nesouhlasu a napětí. Zastánci Jungmanna bolzanistům např. vytýkali malou snahu povzbuzovat, rozšiřovat a uplatňovat obrození českého národa, probouzet a šířit český jazyk, kulturu a vědu. Jejich někdy až naivní slovanofilství bylo bolzanistům naprosto cizí. Šlo jim totiž především o nalezení souladu mezi vírou a rozumem, o citlivé reagování na současné problémy společnosti a postupné uplatňování nových snah, které by vedly k demokratizaci společnosti.

## Reakce proti bolzanistům
Protože se nepodařilo zlikvidovat činnost bolzanistických bohoslovců, byla ustavena zvláštní vyšetřovací komise. Na ukončení činnosti bolzanistů a Fessla se podílel především bývalý litoměřický kanovník Antonín Hirnle, který měl zde své důvěrníky, mezi nimi i MUDr. Kottnauera.
V této době byl však vliv Fessla takový, že se i členové konzistorní rady řídili jeho názorem. V diecézi začal proto narůstat odpor proti Hirnlemu, zvláště mezi staršími kněžími.
V Praze mezitím Bolzano pokračoval ve své činnosti, která se však stále více odchylovala od dosavadní církevní teorie a praxe. Upadl proto v podezření, že otevřeně šíří bludy, nerespektuje vyhlášené zázraky a zjevení. Bolzano totiž pokládal za dostatečný důvod pravdy mravnost, vyslovil pochybnosti o dědičném hříchu atd.

## Důtka
Fessl zatím pro seminář vypracoval velmi přísný denní řád a k šíření svých radikálních myšlenek využíval i kázání. Bolzano se marně pokoušel přimět Fessla k umírněnosti a k rozpuštění tajného spolku. Všichni seminaristé samozřejmě do tohoto spolku nepatřili, a tak mezi nimi rostla nevraživost. I když byl později spolek zrušen, zůstali někteří členové dál jeho tichými příznivci (např. J. Dittrich, apoštolský vikář v Sasku, J. Krejčí, generální vikář v Praze, filozof Vincenc Zahradník a další).
Na biskupa Hurdálka a pražského arcibiskupa Chlumčanského se proto obrátil vídeňský nuncius s žádostí o bližší informace o situaci v Litoměřicích. Jejich odpověď ho v podstatě uspokojila a přesvědčila, že žádné nebezpečí nehrozí.
O Fesslově skupině podával zprávy bývalý rektor semináře Faulhaber a Hirnle, a to především císařskému dvornímu faráři Jakubu Frintovi. Ve Vídni tak vzrůstala obava z možného šíření deismu a z nebezpečí plynoucího ze spojení s „tajnými filantropickými společnostmi“. Všechny tyto informace vedly nakonec k prošetřování přímo v semináři a biskup Hurdálek byl povinen udělit Fesslovi důtku, aby ho zachránil.

## Proces a uvěznění
Řím však pociťoval z růstu tajných spolků a z činnosti Bolzana stále větší obavy. Nakonec padlo rozhodnutí Fessla i Bolzana odvolat. Papežská kurie proto zaslala 18. prosince 1819 biskupovi Hurdálkovi breve, obsahující velice důraznou a ostrou kritiku a požadující Fesslovo odvolání. Hurdálek nařídil přísné vyšetřování, které prokázalo, že řada informací byla nadsazena, nesprávná nebo zmanipulovaná. Přesto však zprostil Fessla všech jeho funkcí.
V čele ustavené státní vyšetřovací komise stál dvorní farář Jakub Frint a jejími členy byli císařský lékař Stifft a referent pro církevní záležitosti Lorenz. Po ukončení vyšetřování vypracoval Stifft celkové velice tvrdé obvinění, v němž Fessla označil za svůdce mládeže a zločince. Podle podaného návrhu měl být dopraven k dalšímu vyšetřování přímo do Vídně. Proto 11. února 1820 přijel do litoměřického semináře policejní komisař Strobel s doprovodem. Mezitím byly místnosti vyučujících v semináři prohlédnuty, zvláště pak Fesslova, Wernerova a Krombholzova, a zabaveny všechny nalezené písemnosti a knihy, které Frint následně prostudoval. K výslechu se museli dostavit i seminaristé a členové tajného spolku. Zpráva z vyšetřování nakonec došla k závěru, že šlo o vyvrácení křesťanství a zničení náboženství, aby mohla být připravena politická revoluce. Biskup Hurdálek později řekl svému nástupci Hillemu, že se s obžalovanými nezacházelo nestranně a spravedlivě, ale zaujatě. Podle něj neměl tajný spolek politické cíle, snažil se jen šířit, upevňovat a zdokonalovat mravní a vědecké vzdávání svých členů.
Ve Vídni byl Fessl pět let vězněn v separaci vídeňského kláštera servitů. V roce 1825 požádal litoměřického biskupa Mildeho a císaře, aby byl ze separace uvolněn. Milde jeho propuštění podmínil tím, že veřejně odvolá všechno nesprávné, co činil. Fessl na tuto podmínku přistoupil. Bolzano a jeho přívrženci chápali jeho odvolání jako zradu.

## Závěr života
Po propuštění z vězeňských klášterů zůstal Fessl do roku 1832 ve Vídni. Za svého života, zvláště ve Vídni, psal do různých církevních, literárních a školských časopisů. Největší uznání si dobyl tím, že vydal mnohé Bolzanovy spisy. Uspořené peníze věnoval na podporu „blahobytu v národě českém a české literatury“. Zemřel ve Vídni v roce 1863. Českému muzeu odkázal 12 tisíc svazků ze své knihovny, které se staly jednou z nejcennějších částí muzejní knihovny a 3 256 zlatých. Celý proces s tajným spolkem a s bolzanisty v čele s Fesslem byl mimořádný svou agresí a exemplárností v celé habsburské monarchii.